# Alexander Akimowitsch Worobjow
Alexander Akimowitsch Worobjow (russisch Александр Акимович Воробьёв; * 12. Septemberjul. / 25. September 1909greg. in Sterlitamak; † 3. September 1981 in Tomsk) war ein russischer Physiker.

## Leben
Worobjow begann 1927 das Studium an der physikalisch-mathematischen Fakultät der Universität Tomsk (TGU), das er 1931 mit der Spezialisierung auf Materialforschung abschloss. Anschließend wurde er Aspirant am Sibirischen Physikalisch-Technischen Institut (SFTI) der TGU und arbeitete gleichzeitig am Lehrstuhl für Physik der TGU. 1935 wurde er zum Kandidaten der physikalisch-mathematischen Wissenschaften promoviert. Darauf wurde er Oberassistent und Stellvertretender Wissenschaftlicher Direktor des SFTI und Dozent der TGU.
1938 wechselte Worobjow zum Tomsker Technologie-Institut (TTI), dessen Name mehrfach geändert wurde. 1939 wurde er zum Doktor der physikalisch-mathematischen Wissenschaften promoviert. 1940 wurde er Stellvertretender Wissenschaftlicher Direktor des TTI, Dekan der Energie-Fakultät und Leiter des Lehrstuhls für elektrische Netze, Systeme und Hochspannungstechnik. 1941–1946 leitete er den Lehrstuhl für Physik, und 1944–1970 war er Rektor des TTI.
Schwerpunkte der wissenschaftlichen Arbeit Worobjows waren Hochspannungsnetze, das Verhalten von Isolationsmaterialien und Geräten bei niedrigen Temperaturen, Elektronenprozesse in Ionenkristallen, Röntgenographie und Synchrotrontechnik.
Worobjow war mit der Physikerin Jekaterina Sawadowskaja verheiratet und hatte die Söhne Wladimir (* 1936, Bauingenieur) und Sergei (1944–1992, Physiker).

## Ehrungen, Preise
- Leninorden (1945, 1961, 1967)
- Orden des Roten Banners der Arbeit (1945, 1958)
- Medaille „Für heldenmütige Arbeit im Großen Vaterländischen Krieg 1941–1945“ (1946)
- Verdienter Wissenschaftler der RSFSR (1960)
- Große Goldmedaille der Ausstellung der Errungenschaften der Volkswirtschaft der UdSSR (1960)
- Ehrendiplom I. Klasse der Ausstellung der Errungenschaften der Volkswirtschaft der UdSSR